# Martin Šulík
Martin Šulík (* 20. října 1962 Žilina) je slovenský režisér, scenárista, herec a vysokoškolský pedagog. Jeho otec Anton Šulík byl filmovým hercem, bratr Anton Šulík ml. je filmový a divadelní režisér.

## Život a dílo
V letech 1981–1986 vystudoval filmovou a televizní režii na bratislavské VŠMU. V roce 1984 si zahrál ve filmu Úhel pohledu postavu studenta dokumentaristiky Ivana Stoklasy, který se prostřednictvím natáčeného filmového portrétu dostane do sporu se svojí přítelkyní i pedagogy ve škole.
Martin Šulík debutoval v roce 1991 celovečerním snímkem Neha. Se scenáristou Ondrejem Šulajem, kameramanem Martinem Štrbou, hudebním skladatelem Vladimírem Godárem a výtvarníkem Františkem Liptákem spolupracoval i na dalších filmech (Všechno, co mám rád, Zahrada, Orbis Pictus aj.). Šulíkův film Zahrada získal pět Českých lvů, Cenu slovenské filmové kritiky, několik ocenění na MFF v Karlových Varech, Cenu českých filmových kritiků i slovenskou cenu Igrica. Uspěl také na festivalech v Mannheimu, Chotěbuzi, Bologni, Turíně, Saint-Étienne a v Belfortu. Film Krajinka, na kterém poprvé scenáristicky spolupracoval s Dušanem Duškem, zaslala Slovenská filmová a televizní akademie do výběru na oscarové nominace.
Martin Šulík natočil mnoho úspěšných dokumentů. Režisérsky je podepsán pod projektem Zlatá šedesátá, který mapuje tvůrce a filmy Československé nové vlny. Podle deníků scenáristy a režiséra Pavla Juráčka natočil Klíč k určování trpaslíků aneb poslední cesta Lemuela Gullivera (2002), materiál o nerealizovaných filmech Juraje Jakubiska představil ve snímcích Monolog Juraja J. a Nenakrútené filmy Juraja J. (2001). V roce 2007 natočil dokument Martin Slivka: „... muž, který sázel stromy“.
Je držitelem dvou Českých lvů (z 10 nominací) za režii a scénář filmu Zahrada (1993), čtyřikrát (ze 16 nominací) získal slovenskou filmovou cenu Slnko v sieti za film, režii a scénář Slunečního státu (2006), za režii Cigána (2012), dokumentární film 25 ze šedesátých aneb Československá nová vlna (2012) a za film, režii a scénář Tlumočníka (2019). Martin Šulík v roce 2012 obdržel Výroční cenu ASFK za přínos slovenské kinematografii a klubovému hnutí.
V letech 2016 až 2018 zastával funkci prezidenta Slovenské filmové a televizní akademie (SFTA), zároveň je členem i České filmové a televizní akademie (ČFTA). Od roku 1994 působí jako vedoucí Katedry filmové a televizní režie na VŠMU. Na svých filmech se uplatňuje jako scenárista, má za sebou herecké role i režijní působení na divadle, od roku 1997 působí i jako producent. Přijímá pozvání na besedy se studenty jiných filmových škol, workshopy, festivaly a podobné akce.

## Filmografie

### Režie
- 1983 Rozhovor (studentský film)
- 1984 Dvor (studentský film)
- 1985 Skon Paľa Ročku (studentský film)
- 1987 Dosky, ktoré znamenajú divadlo (TV film)
- 1988 Ticho (dokument)
- 1989 Hurá (dokument)
- 1989 Stolička (TV film)
- 1990 Etika a politika (dokument)
- 1991 Staccato (studentský film)
- 1991 Neha
- 1992 Všechno, co mám rád
- 1993 Don Quijote z Krivian
- 1995 Zahrada
- 1996 Portréty: Obrázky zo súkromia (dokument)
- 1996 Súkromný skanzen (dokument)
- 1997 Orbis Pictus
- 1999 Praha očima – povídka Obrázky z výletu
- 1999 Zabijačka (TV film)
- 2000 Krajinka
- 2001 Monolog Juraja J. (dokument)
- 2001 Nenakrútené filmy Juraja J. (dokument)
- 2002 Klíč k určování trpaslíků aneb poslední cesta Lemuela Gullivera (dokument)
- 2004 Vizije Evrope
- 2005 Sluneční stát
- 2007 Martin Slivka - „muž, který sázel stromy“ (dokument)
- 2008 Gen.sk (TV seriál)
- 2009 Miloš Forman (dokument)
- 2009 Zlatá šedesátá (dokumentární cyklus)
- 2010 25 ze šedesátých aneb Československá nová vlna
- 2011 Celuloid country (TV seriál)
- 2011 Cigán
- 2013 Viliam Gruska – pútnik slovenským časom (dokument)
- 2014 Československý filmový zázrak (dokument)
- 2014 Milan Čorba (dokument)
- 2014 Slovensko 2.0
- 2018 Tlumočník
- 2020 Muž se zaječíma ušima
- 2020 Milan Sládek (dokument)
- 2022 Kůň

### Herec
- 1983 Zrelá mladosť (četník)
- 1984 Haló, mami!
- 1984 Úhel pohledu (Ivan Stoklasa)
- 1984 Vesnický sen
- 1985 Kára plná bolesti (četník)
- 1986 Zakázané uvoľnenie (Frco)
- 1999 Praha očima – povídka Absolutní láska (Petrův kamarád)
- 2002 Výlet (farář)
- 2016 Učitelka
- 2020 Muž se zaječíma ušima
- 2020 Služebníci
- 2022 Buko